# Suma conexa
En matemáticas, y específicamente en topología, la operación de suma conexa es una modificación geométrica realizada sobre variedades. Su efecto consiste en unir dos variedades (topológicas o diferenciables) de la misma dimensión cerca de un punto escogido en cada una de ellas. Esta construcción desempeña un papel fundamental en la clasificación de superficies compactas.
También es posible unir variedades a lo largo de sendas subvariedades idénticas. Existe por último una noción íntimamente relacionada, denominada suma o composición de nudos.

## Suma conexa de variedades

suma conexa de A y B

Una suma conexa de dos variedades m-dimensionales es una variedad obtenida tras eliminar una bola abierta en cada variedad y pegar las fronteras esféricas que estas eliminaciones producen. 
Si ambas variedades son variedades orientadas, hay una única suma conexa (salvo homeomorfismos) definida al exigir que la aplicación que efectúa el pegado invierta la orientación.
Esta misma operación puede extenderse a la categoría de variedades diferenciables, y resulta en ese caso única salvo difeomorfismos.
La operación de suma conexa se nota por el símbolo # por ejemplo, A # B denota la suma conexa de A y B.

### Ejemplos
- La suma conexa de dos 2-esferas es una 2-esfera.
- La suma conexa de dos toros es un toro de 2 agujeros.
- La suma conexa de dos planos proyectivos es una botella de Klein.
- La clasificación de superficies compactas, un resultado histórico en topología, concluye que cualquier superficie compacta puede ser expresada como suma conexa de una esfera con un número {\displaystyle g} de toros y un número {\displaystyle k} de planos proyectivos.
- Se puede demostrar que la suma conexa de un toro y un plano proyectivo es homeomorfa a la suma conexa de tres planos proyectivos.
- Uniendo los dos resultados anteriores, vemos que para la clasificación de superficies no es necesario considerar los casos de sumas conexas de toros y proyectivos, pudiéndose reformular el resultado de esta forma: toda superficie compacta es homeomorfa a la esfera, o a una suma conexa de toros, o a una suma conexa de planos proyectivos.

### Propiedades
- La operación suma conexa tiene a la esfera como elemento neutro, es decir, M # Sm es homeomorfa (o difeomorfa) a M.
- La suma conexa es conmutativa y asociativa.

Lo que no podemos encontrar es un elemento inverso para cada variedad, con lo que podemos decir que las clases de equivalencias de variedades homeomorfas junto con la operación suma conexa forman un semigrupo.
- La suma conexa de dos variedades es orientable si y sólo si lo son las dos variedades.

## Suma conexa de nudos
Si uno tratara un nudo simplemente como una variedad de dimensión 1, la suma conexa de dos nudos coincidiría con la noción de suma conexa de variedades. Sin embargo, la esencia de un nudo no es sólo su estructura de variedad (en este sentido, todos los nudos son circunferencias) sino la forma en que este está embebido en el espacio ambiente.
Así, la suma conexa de nudos requiere de una definición más elaborada para que con el resultado se obtenga un embebimiento correcto. A continuación damos una descripción esquemática de la definición:

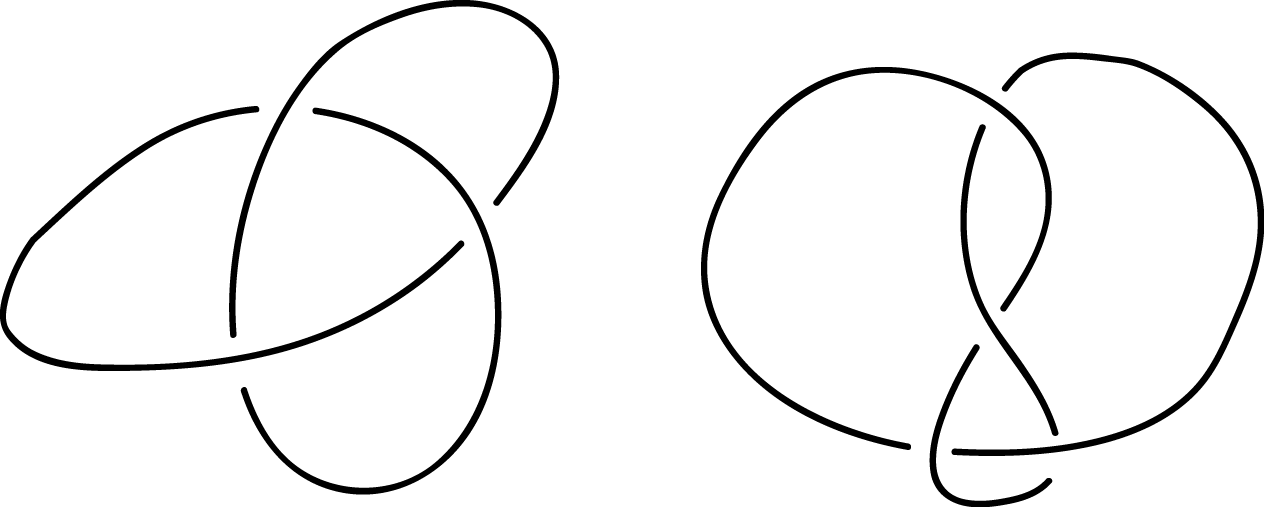
PASO 1:Consideremos una proyección regular de cada nudo, de modo que sean disjuntas.

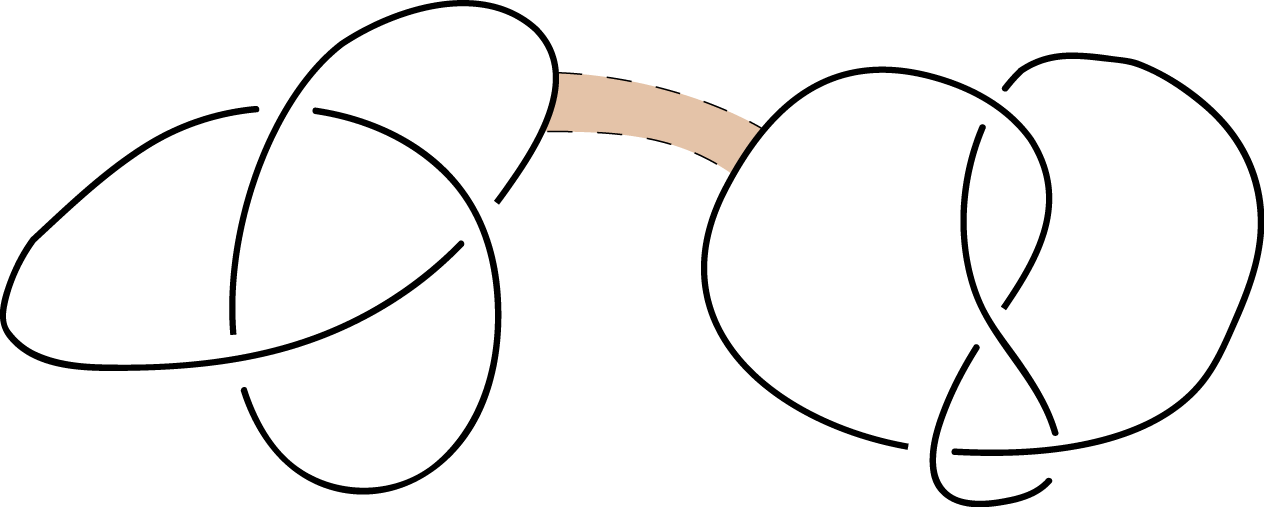
PASO 2:Encontremos un rectángulo que contenga solamente un arco de cada nudo.

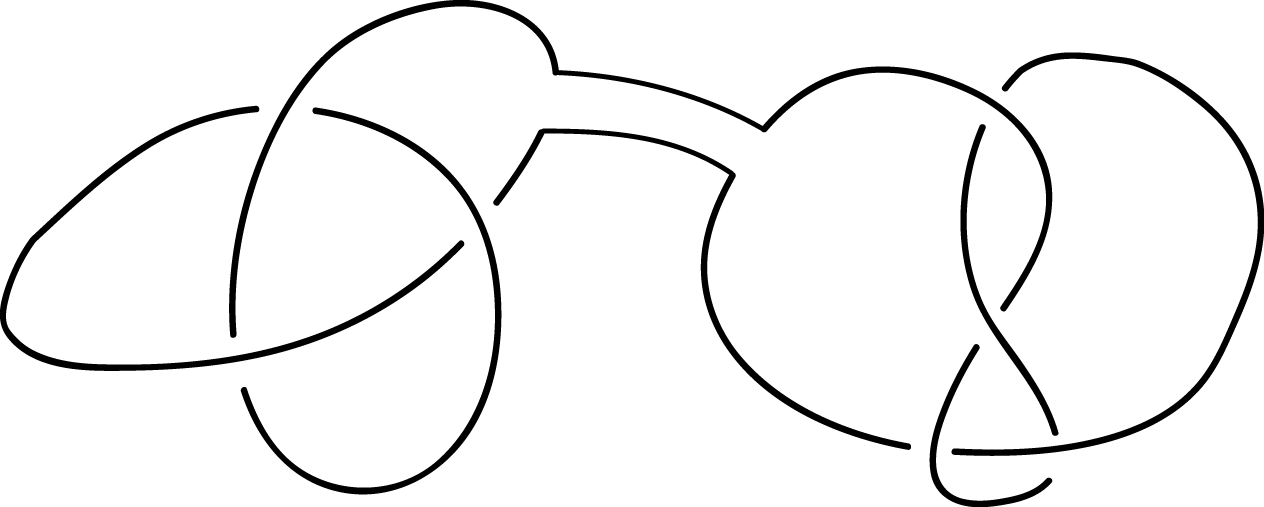
PASO 3:Recortemos los arcos anteriores y unamos los nudos añadiendo arcos correspondientes a los otros dos lados del rectángulo.

Con este procedimiento obtenemos la proyección de un nuevo nudo, que llamaremos la suma conexa o composición de los nudos originales. La suma conexa de dos nudos K y H se nota, al igual que la de variedades, como K # H.